# استخدام الطاقة في الجيش الأمريكي

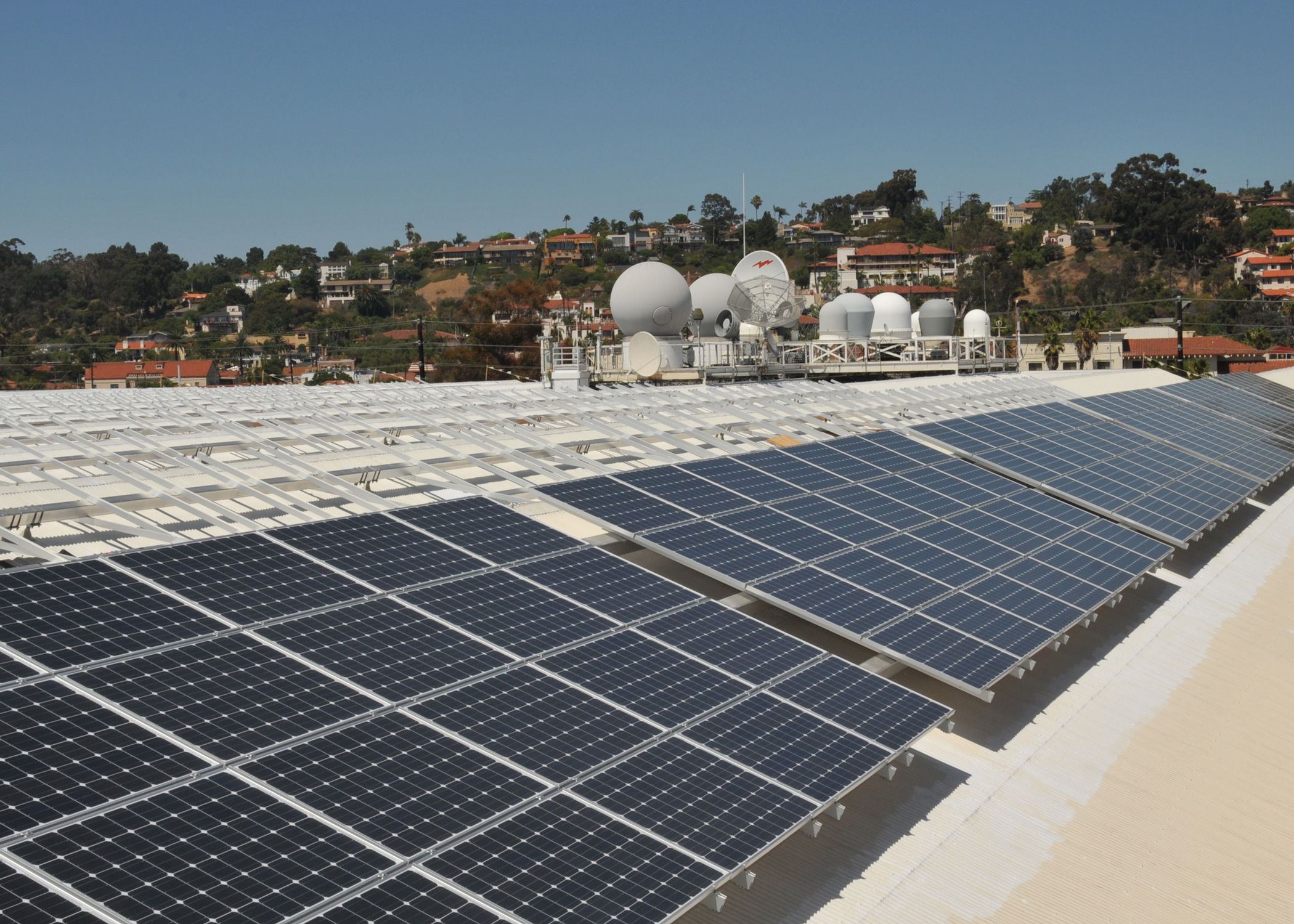
صورة لألواح شمسية مثبتة في عام 2011 على سطح المقر الرئيسي لقيادة نظم الحرب البحرية والفضائية في سان دييغو. يدعم تركيب الخلية الكهربائية الضوئية على السطح هدف وزارة الدفاع المتمثل في زيادة مصادر الطاقة المتجددة إلى 25 في المائة من إجمالي الطاقة التي تستهلكها بحلول عام 2025.

تعد وزارة الدفاع الأمريكية واحدة من أكبر المستهلكين المستقلين للطاقة في العالم، حيث إنها مسؤولة عن 93٪ من إجمالي استهلاك الوقود الحكومي الأمريكي في عام 2007 (القوات الجوية: 52%؛ البحرية: 33%؛ الجيش: 7%. هيئات وزارة الدفاع الأخرى: 1%). في السنة المالية 2006، استخدمت وزارة الدفاع تقريبا 30000 جيجاوات في الساعة من الكهرباء بتكلفة بلغت ما يقرب من 2.2 مليار دولار أمريكي. ويوفر استخدام وزارة الدفاع الأمريكية للكهرباء ما يكفي من الطاقة الكهربية لتشغيل ما يزيد عن 2.6 مليون منزل أمريكي في المتوسط. وفيما يتعلق باستهلاك الكهرباء، فإنه إذا افترضنا أن وزارة الدفاع الأمريكية دولة، فإنها ستحتل الترتيب الثامن والخمسين في العالم، حيث تستخدم أقل بقليل من الدانمارك وأكبر بقليل من سوريا (كتاب حقائق العالم الذي أصدرته وكالة الاستخبارات المركزية (CIA World Factbook)، 2006). وتستخدم وزارة الدفاع 4,600,000,000 غالون أمريكي (1.7×1010 ل) من الوقود سنويًا، بمتوسط 12600000 لتر من الوقود يوميًا. وقد تستخدم فرقة عسكرية كبيرة بالجيش ما يقرب من 6,000 غالون أمريكي (23,000 ل) في اليوم. ووفقًا لـ كتاب حقائق العالم الذي أصدرته وكالة الاستخبارات المركزية عام 2005، إذا افترضنا أن وزارة الدفاع دولة، فإنها ستحتل المرتبة الرابعة والثلاثين في العالم فيما يتعلق بمتوسط استهلاك النفط يوميًا، لتأتي مباشرة بعد العراق وقبل السويد.

## القوات الجوية
تعتبر القوات الجوية أكبر مستهلك لطاقة الوقود في الحكومة الاتحادية. وتستخدم القوات الجوية 10٪ من وقود الطيران في البلاد. (تستهلك الطائرة JP-8 ما يقرب من 90% من وقودها.) وتنقسم عملية استخدام هذا الوقود كما يلي: 82% وقود طائرات و16% إدارة المرافق و2% مركبات/معدات أرضية. وللوفاء بأهداف الطاقة المتجددة، كانت القوات الجوية تخطط للتصديق على استخدام أسطولها بالكامل لأمزجة الوقود الصناعي الناتجة عن تحويل الفحم إلى سائل بحلول عام 2011. وبحلول عام 2016، فإنها تخطط لتغذية نصف وسائل النقل الداخلي لديها بأمزجة صناعية تم إنتاجها في الولايات المتحدة، بما في ذلك أمزجة الوقود الحيوي ووقود الطائرات، المعروف بوقود المحركات النفاثة المتجدد والمعالج مائيًا (HRJ). وتعتبر القوات الجوية حاليًا من كبار مشتري الطاقة المتجددة داخل الحكومة الفيدرالية، وكانت رائدة لفترة طويلة في تطوير الطاقة المتجددة وقيادة العمل بها. وتقر وكالة حماية البيئة بأن القوات الجوية تعد شريكة من شركاء الطاقة النظيفة؛ فهي واحدة من أكبر مشتري الطاقة النظيفة في البلاد. وتتضمن خطة الطاقة الخاصة بالقوات الجوية، والتي تم نشرها في مايو 2010، المزيد من المعلومات حول أهداف القوات الجوية، بما في ذلك خفض الطلب وزيادة العرض وتغيير الثقافة لتشمل التوعية بالطاقة.

## مكتب مساعد الوزير لخطط وبرامج الطاقة التشغيلية
في عام 2010، أنشأت وزارة الدفاع مكتب مساعد الوزير لخطط وبرامج الطاقة التشغيلية للتنسيق فيما يتعلق بقضايا الطاقة. وفي يوليو 2010، وقعت وزارة الدفاع أيضا على مذكرة تفاهم مع وزارة الطاقة الأمريكية لتسهيل التعاون وتسريع البحث والتطوير ونشر تقنيات كفاءة الطاقة والطاقة المتجددة. كما يعمل البرنامج الاستثماري للحفاظ على الطاقة (ECIP) الذي أنتجته وزارة الدفاع على تحسين الطاقة وكفاءة استخدام المياه في مرافق الخدمات العسكرية الحالية. وتساعد مشاريع هذا البرنامج الخدمات العسكرية في توفير استهلاك الطاقة والتكلفة. وقدم القانون الأمريكي لإعادة الاستثمار وانعاش الاقتصاد لعام 2009 120 مليون دولار أمريكي للبرنامج الاستثماري للحفاظ على الطاقة. كما وفر القانون الأمريكي لإعادة الاستثمار وانعاش الاقتصاد كذلك أموالاً للجيش والبحرية وسلاح مشاة البحرية والقوات الجوية وجيش الاحتياط] واحتياطي البحرية واحتياطي مشاة البحرية وسلاح الجو الاحتياطي وجيش الحرس الوطني و مرافق الحرس الوطني الجوي للاستثمار في كفاءة الطاقة.

## أحدث التطورات
أعطى الجيش الأمريكي الأولوية مؤخرًا لاستراتيجيات الطاقة المتجددة في العراق. وتشمل الإسترتيجيات برنامج المصفاة التكتيكي لتحويل القمامة إلى طاقة، والذي يحول من القمامة إلى من وقود طائرات JP-8، إلى جانب الطاقة الكهربائية الضوئية المرنة والبساط المحمول وتكنولوجيا الرغوة العازلة والمركبات البريّة المأهولة (MGV) الكهربائية المهجنة، والخلايا المحمولة ذات الكفاءة العالية. وقد قدم قانون إنعاش الاقتصاد وإعادة الاستثمار الأمريكي أكثر من 150 مليون دولار أمريكي لتطوير هذه التقنيات. وفي الولايات المتحدة، ابتكر الجيش برنامج نت زيرو (Net Zero) بهدف امتلاك 30 منشأه عسكرية قادرة على إنتاج احتياجاتها الكاملة من الطاقة بحلول عام 2030، بإلاضافة إلى بعض منها سيتمكن من تحقيق الاكتفاء من الطاقة فيما يتعلق بالنفايات والمياه. وفي عام 2011، قاموا بافتتاح مختبر تكامل الأنظمة في المعسكر الرئيسي، والذي يوازن بين معسكر رئيسي يتمتع بكفاءة في استخدام الطاقة ووحدة تقليدية ويدرب الجنود على استخدام تقنيات تتيح كفاءة استخدام الطاقة. وتوفر إسترايجية تطبيق أمن الطاقة المتعلقة بالجيش، والتي تم نشرها في عام 2009، تفاصيل حول أهداف الطاقة الخاصة بالجيش.
وقد أنشأت إدارة البحرية فرقة عمل الطاقة للتركيز على الوفاء بأهداف الطاقة، والتي تشمل خفض استهلاك البترول بشكل غير تكتيكي في الأسطول التجاري بنسبة 50 في المائة بحلول عام 2015، فضلاً عن إنتاج 50 في المائة على الأقل من الطاقة المعتمدة على الشواطئ من مصادر بديلة بحلول عام 2050، إلى جانب الحصول على 50 في المائة من إجمالي الطاقة من مصادر بديلة بحلول عام 2020، والحصول على 50 في المائة من منشآت بحرية ومنشآت مشاة بحرية تتمتع بقدرة على إنتاج كافة احتياجاتها من الطاقة بحلول عام 2020. هذا وتأمل البحرية أن تبرهن على وجود مجموعة هجومية تستخدم طاقة نظيفة (تتم تغذيتها بالوقود الحيوي والطاقة النووية) بحلول عام 2012، فضلاً عن إبحار الأسطول الأكبر الذي يستخدم طاقة نظيفة (Great Green Fleet ) بحلول عام 2016. كما طور مكتب البحوث البحرية ونشر قاعدة العمليات المتقدمة التجريبية (ExFOB)، بما في ذلك تلك المتعلقة بالطاقة الكهربائية الضوئية وعزل أماكن الحماية، وتطهير مياه الوحدات الصغيرة، وكفاءة استخدام الطاقة فيما يتعلق بالتدفئة والإضاءة والتبريد.
وقد أنشأ سلاح مشاة البحرية مكتب الطاقة الاستطلاعية لزيادة الفعالية القتالية عن طريق تقليل الحاجة إلى الوقود الأحفوري السائل بنسبة 50 في المئة بحلول عام 2025، وذلك باستخدام وقود سائل للتنقل فقط.
وتخطط وزارة الدفاع لاستثمار 9 مليارات دولار أمريكي لتحسين استخدام الطاقة في العمليات العسكرية خلال عام 2017.

## كتابات أخرى
Admiral Samuel J. Locklear has called climate change biggest worry for the United States.